# Szembielowce
Szembielowce (biał. Шэмбелеўцы; ros. Шембелевцы) – wieś na Białorusi, w obwodzie grodzieńskim, w rejonie grodzieńskim, w sielsowiecie Sopoćkinie, nad Niemnem.
W dwudziestoleciu międzywojennym wieś leżała w Polsce, w województwie białostockim, w powiecie augustowskim.